# Црква Пресветог Срца Исусовог (Подгорица)
Црква Пресветог Срца Исусовог је једина римокатоличка црква у Подгорици, Црна Гора. Изграђена је 1969. године на мјесту цркве у центру града која је била срушена током бомбардовања Подгорице за вријеме Другог свјетског рата. Црква је јединствен примјер бруталистичке архитектуре. Налази се у подгоричком насељу Коник.

## Конструкција
Катедрала је подигнута 1969. године, три године након обнове градске католичке парохије. Пројектовао ју је проф. инг. Звонимир Вркљан са Архитектонског факултета Свеучилишта у Загребу, Хрватска, а изграђена је да личи на брод. Освјештао ју је 29. јуна 1969. године Александар Токић, тадашњи надбискуп Римокатоличке надбискупије Барске. Црква има 40 метара висок самостојећи звоник, са бетонским спиралним степеницама. Црквени комплекс обухвата 25 метара и кроз висок торањ пролази свјетлост која осветљава главни олтар. Фасада никада није завршена.